# Uriah Heep (fiktiv person)

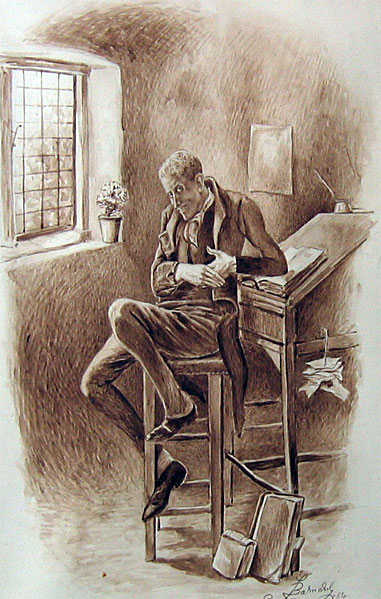
Uriah Heep, teckning av Fred Barnard.

Uriah Heep är bokhållare hos Mr. Wickfield i romanen David Copperfield av Charles Dickens.
Heep beskrivs som en sliskigt ödmjuk, inställsam hycklare. I senare delen av boken är han David Copperfields antagonist. David möter honom först då han bor med Mr. Wickfield och Mr. Wickfields dotter Agnes. Heep beskrivs som ful och motbjudande, lång och gänglig, blek med rött hår och ögon utan ögonfransar.
Genom att utpressa Mr. Wickfield tar Heep kontroll över Wickfields företag. Heeps slutmål är att gifta sig med Agnes och komma över Wickfields förmögenhet.

## Vidare samband
Romanfigurens namn inspirerade 1969 till namnvalet för den brittiska musikgruppen Uriah Heep.